# Fabritius Buchwald
Niels Fabritius Buchwald, född 10 augusti 1898, död 10 februari 1986, var en dansk mykolog och växtpatolog.
Buchwald blev professor vid Landbohøjskolen 1944. Han utgav ett stort antal arbeten inom mykologi och växtpatologi. Buchwald framträdde även som populärvetenskaplig författare och utgav Spise- og Giftsvampe (1937). Han var från 1932 medredaktör av den mykologiska tidskriften Friesia och från 1937 i Naturhistorisk Tidende.
Han var gift med Karen Mikkelsen och tillsammans fick de sonen Vagn Fabritius Buchwald (f. 1929), professor, metoritforskare, känd för att ha funnit meteoriten Agpalilik på Grönland 1963, och som fått mineralet buchwaldit och asteroiden 3209 Buchwald uppkallade efter sig.